# 文化中的苦艾酒
传统上，苦艾酒作为一个神秘的，令人上瘾的，和改变思想的饮料一直持续到今天。虽然它对人精神上影响和化学成分一直有所争议，但是它对文化的影响力是不容置疑的。苦艾酒在印象派，后印象派，超现实主义，现代主义，立体主义等领域的美术运动和文学运动中都起到了显着的作用。近年来，这种传说中的饮料带着非法而神秘的光环出现在电影、影片、电视、音乐和当代文学中。这些描述其真实性不尽相同，往往运用戏剧性的手法将这种饮料描绘成一个灯红酒绿纸醉金迷的液体，无论是春药亦或毒药，苦艾酒似乎总是被当作引人入胜的朦胧幻觉的催化剂。现代苦艾酒的复兴已成为其本身的真实写照，作为闪耀着非自然光芒的绿色液体，诉说着当代营销学的魅力。

## 艺术与文学

### 艺术
苦艾酒在19世纪视觉艺术中扮演重要的作用，频繁出现在各种日常风俗画和静物画中。
- 埃德加·德加（Edgar Degas）1876年的油画《苦艾酒》（L'Absinthe）描绘了一个咖啡馆里神色严峻的苦艾酒饮者，德加本人从来没有给这幅画取名为《苦艾酒》，可能是他的画商，或者之后这幅画的某个主人取了这个名字。多年后，这幅画在伦敦艺术品世界掀起波澜，伦敦的艺术评论家们认为这幅画是严峻现实主义（一种波西米亚艺术家热衷主题）的代表，并将其作为抵制酒精及法国的课程。

- 亨利·德·图卢兹-洛特雷克（Henri de Toulouse-Lautrec）是有名的苦艾酒爱好者。他的绘画中经常19世纪蒙马特（Montmartre）妓院和夜店的场景[1]。洛特雷克甚至曾拿着一个装着苦艾酒中空的手杖，于漫漫长夜流连巴黎街头[2]。洛特雷克关于苦艾酒的作陪之一是1893年的《布瓦洛先生在咖啡馆》（Monsieur Boileau au café）。

- 爱德华·马奈（Édouard Manet）在他职业生涯初期（1858-1859年）就画下了《喝苦艾酒的人》（The Absinthe Drinker），画布上油彩表明，当时他或多或少受到了这种饮料的影响[3]。

- 文森特·梵高（Vincent van Gogh）从来不是一个性格温和的人。他喝起苦艾酒来非常凶猛，同时创造他的标志性的绘画风格。他的割耳这桩意外也常常被归咎于大量饮用苦艾酒所致[4]，而苦艾酒也经常被认为是梵高热衷于使用黄色的原因[5]。

- 巴勃洛·毕加索（Pablo Picasso）以一种与众不同的视角描绘苦艾酒，相关的作品包括1901年的《女人喝苦艾酒》（Woman Drinking Absinthe），和1912年的《保乐酒瓶与酒杯》（Bottle of Pernod and Glass），以及1914年的雕塑《苦艾酒瓶》（Absinthe Glass）。

- 保罗·高更（Paul Gauguin）也是大量饮用苦艾酒的名人[6]。他对平面色彩的大胆运用，也被归因于苦艾酒的影响[7]。

爱德华·马奈（Édouard Manet），《喝苦艾酒的人》（The Absinthe Drinker），1859
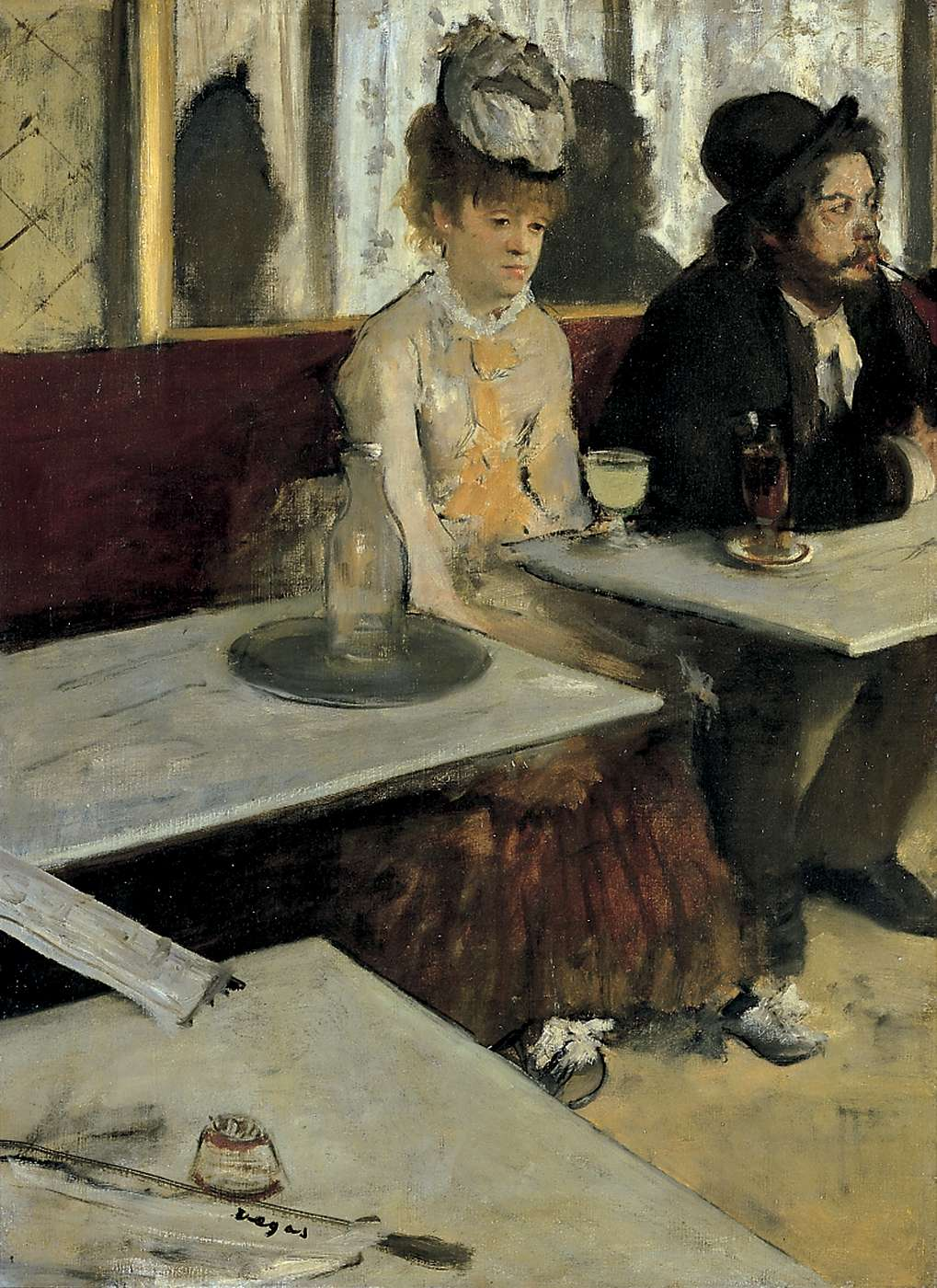
埃德加·德加（Edgar Degas）《苦艾酒》（L'Absinthe），1876
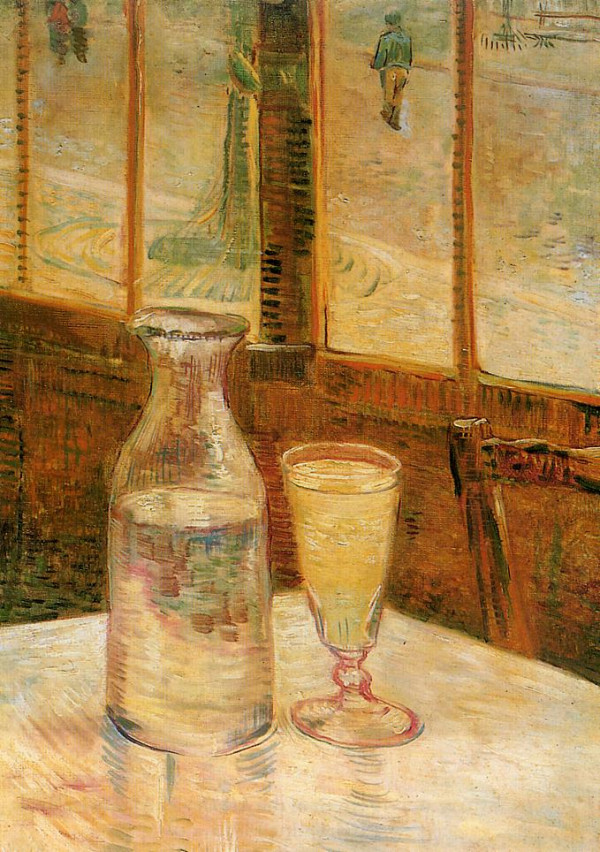
文森特·梵高（Vincent van Gogh），《苦艾酒与水瓶》（Still Life with Absinthe），1887
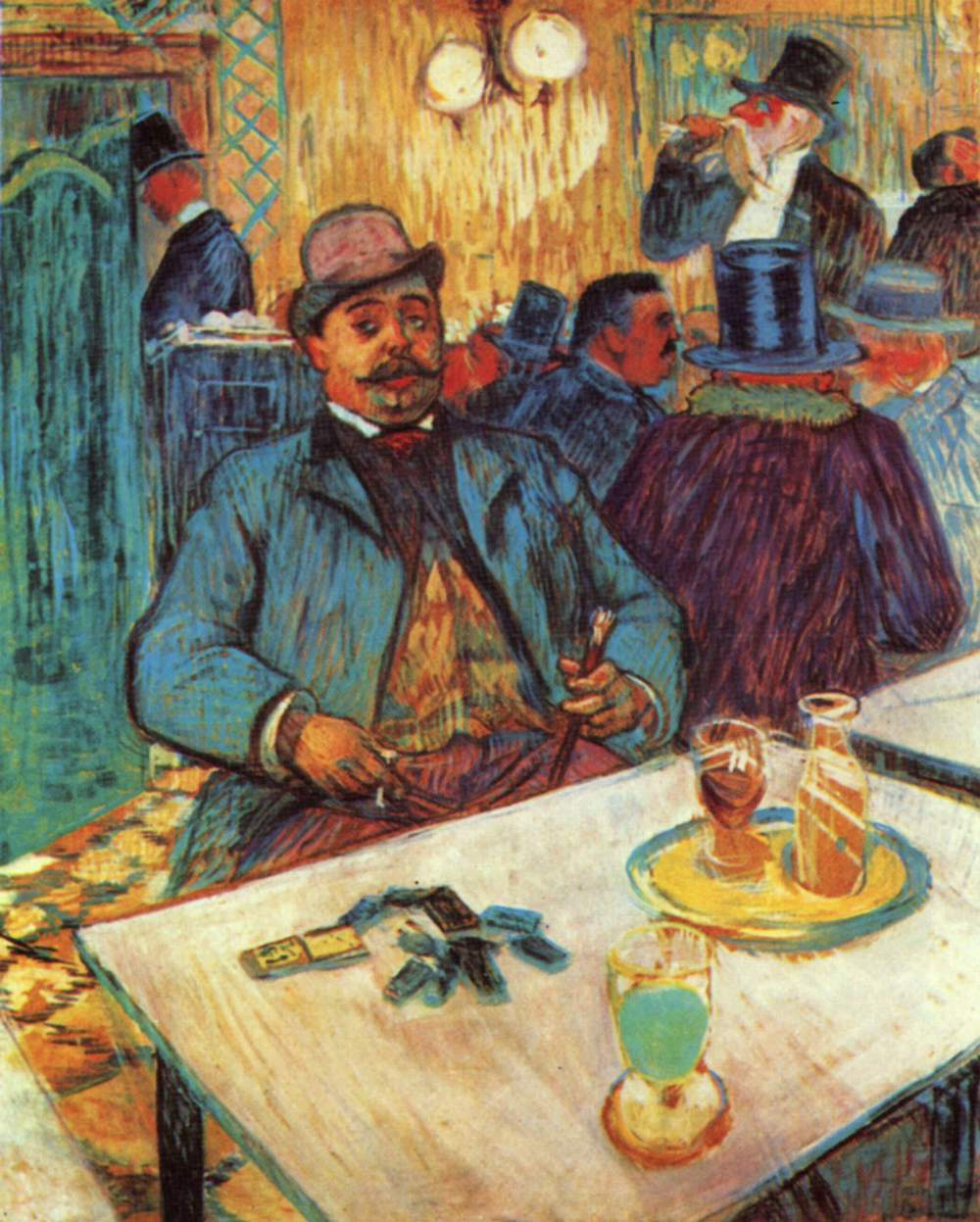
亨利·德·图卢兹-洛特雷克（Henri de Toulouse-Lautrec）《布瓦洛先生在咖啡馆》（Monsieur Boileau au café），1893
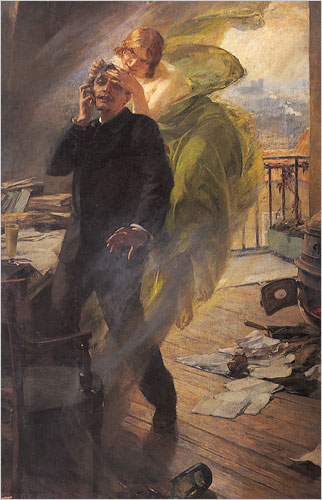
阿尔伯特·迈仰(Albert Maignan)，《绿色缪斯》（La muse verte），1895
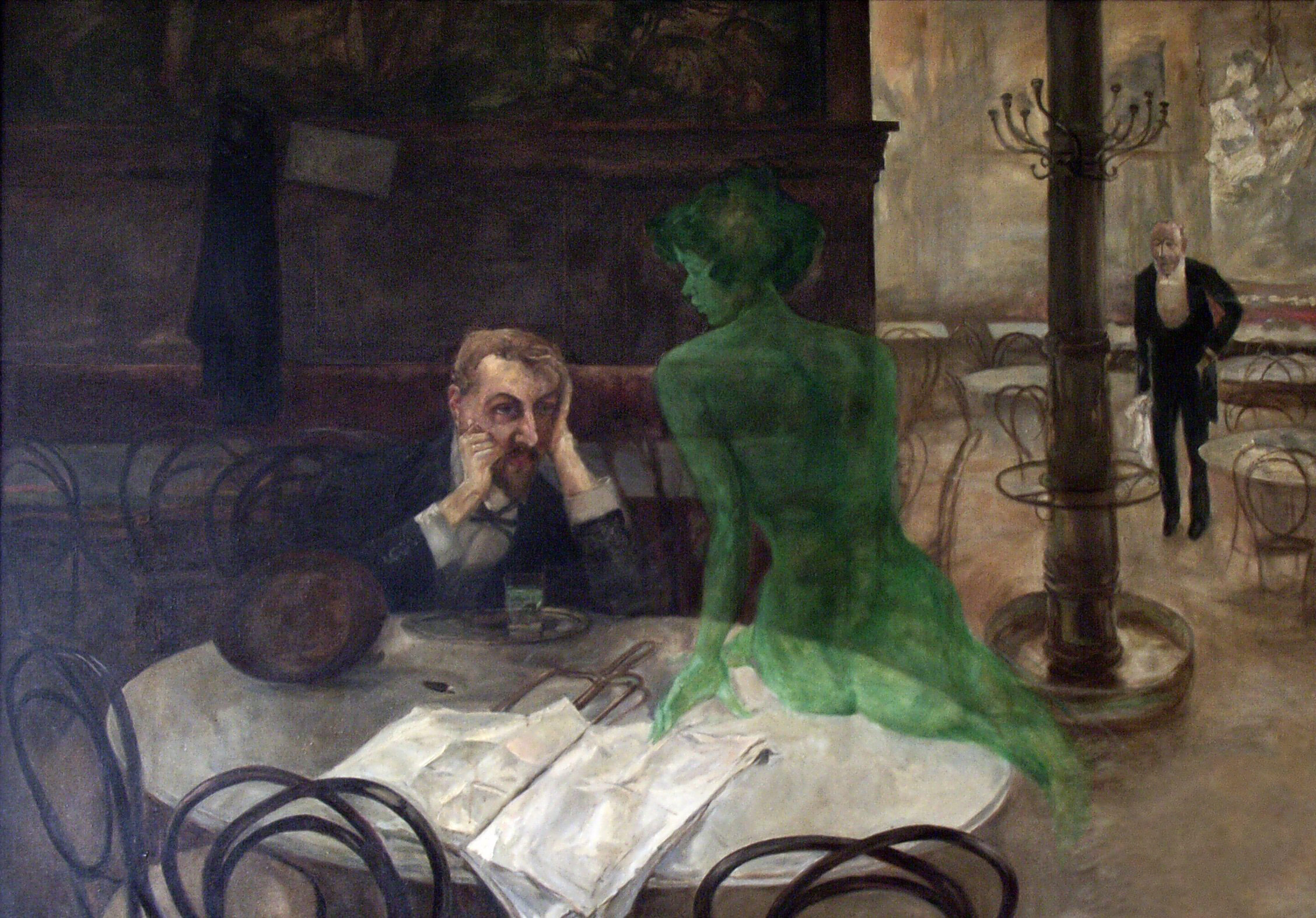
维克托尔·奥利弗（Viktor Oliva） 《喝苦艾酒的人》（The Absinthe Drinker），1901

### 文学
虽然苦艾酒在视觉艺术上的影响力十分突出，它在19世纪文学领域的影响也许更值得一提。
- 奥斯卡·王尔德（Oscar Wilde）是一个狂热的苦艾酒徒，经常在创作过程中加入对苦艾酒的描述。奥斯卡·王尔德曾引述说：“一杯苦艾酒和日落有什么区别？”[8][9]和“喝下一瓶苦艾酒后，任何事物在你眼中都变成你想象的样子；而第二瓶后，你看什么，任何事物都不是你想象的样子；到最后，你会洞悉事物的真谛，而那将会是这世上最可怕的事情。”[10]

- 在欧内斯特·海明威（Ernest Hemingway）的著作《丧钟为谁而鸣》（For Whom the Bell Tolls）中，当罗伯特·乔丹与他忠实游击队并肩战斗时，一般酒水无法满足他而转向苦艾酒。苦艾酒出现在海明威的短篇小说《山如白象》（Hills Like White Elephants）中。海明威本人是一个频繁饮酒的苦艾酒徒，在苦艾酒遭禁后，他一直从西班牙和古巴采购苦艾酒[11]。

- 夏尔·波德莱尔（Charles Pierre Baudelaire）同样是一个狂热的苦艾酒徒。虽然他从来没有特别描写过关于苦艾酒的东西，他没有在他的著名诗句《醉》（get drunk）中提及了它[12]。

- 保尔·魏尔伦（Paul Marie Verlaine）是巴黎著名的波西米亚风格诗人，虽然早年他写了许多苦艾酒的“好处”，但是后来他结交了许多嗜酒的妓女和男人，并声称苦艾酒是他堕落的原因。据说甚至当他临终前，他的朋友仍将酒瓶藏在他的枕头下面[13]。

- 阿蒂尔·兰波（Arthur Rimbaud）还是一个年轻的巴黎诗人，就以其与保尔·魏尔伦的同性恋关系而闻名。他们一起喝大量苦艾酒。魏尔伦开枪射伤了兰波的手腕，从而结束了两人的恋情，而魏尔伦也因此被关进监狱。此后兰波戒掉了苦艾酒以及诗歌写作，转而从军甚至走私军火。他仍被视为法国最伟大的诗人之一[13]。

- 欧内斯特·道森（Ernest Dowson），一位著名的英国诗人，曾写下歌颂苦艾酒的诗篇《Absinthia Taetra》。

- 居伊·德·莫泊桑 （Guy de Maupassant）作为自然主义法国作家，同时也被普遍认为是法国最伟大的短篇小说作家之一[14]，在他著名的散文作品《一个奇怪的巴黎之夜》（A Queer Night in Paris），他描述了在巴黎街头的苦艾酒的气味和感觉[15]。

- 阿尔弗雷德·雅里，法国著名的荒诞派戏剧《乌布王》（Ubu Roi）的作者。雅里声称使用苦艾酒“融合了的梦想与现实，艺术和人生”。他声称这种饮料是他的创作过程中的关键部分[13]。

## 音乐
- 法国流行女歌手，作曲家和词作者芭芭拉（1930年至1997年）在她的1972年第12张专辑《爱情之花》（La Fleur d'amour）中演唱了一首《苦艾酒》。这是一首情歌，有点伤感，有点怀旧（伤感正式芭芭拉的标致风格）。歌中，芭芭拉向情人诉说饮用苦艾酒有助于陷入爱河，感受渲染爱的愉悦，如同兰波和魏尔伦编写他们的诗篇。

- 自从在好莱坞录制专辑《死亡之谷的阴影》（In the Shadow of the Valley of Death）开始，玛丽莲·曼森一直是一个狂热的苦艾酒迷[16]。他甚至还开发了自己品牌的苦艾酒，Mansinthe。

- Minus the Bear乐队2002年首张专辑《Highly Refined Pirates》中，有一首歌名为《蜜蜂仓库的苦艾酒派对》（Absinthe Party At The Fly Honey Warehouse），这首歌也是他们最受欢迎的曲目之一。

- Cradle Of Filth的专辑《Nymphetamine》中有一首歌名为《苦艾酒与浮士德》（Absinthe with Faust）。

- 九寸钉的录音带《The Perfect Drug》中将Trent Reznor描绘为悲痛欲绝的父亲，靠喝苦艾酒度日。

- Blood Axis和Les Joyaux De La Princesse发行了一张概念专辑《苦艾酒：绿色的荣光》（Absinthe: La Folie Verte）。

- Mayer Hawthorne在他首张专辑《A Strange Arrangement》中有一首题为《绿眼睛之爱》（Green Eyed Love）的歌。虽然这首歌的歌词似乎反映了他与一位绿色眼睛女孩之间的恋情，但是音乐录音带[17]却在另一个层面解析歌词，从音乐录音带中我们可以看到Mayer Hawthorne别出心裁的准备了一杯苦艾酒，并享受着酒水带来的迷幻感觉。

- The Damned乐队在他们2001年专辑《Grave Disorder》中收录了一首名为《苦艾酒》的歌，歌中借用了加里·奧德曼（Gary Oldma）在1992年电影吸血鬼之惊情四百年中的原音，以暗指绿色的精灵。

- Symphony X在他们的首张同名专辑中录制了一首《苦艾与芸香》（Absinthe and Rue）的歌。

- Kasabian在他的第四张录音室专辑《Velociraptor!》中录制了一首《绿精灵》（La Fee Verte）。

- 一支比利时的摇滚乐队名叫“Absynthe Minded”。

## 电影
- 在1932年的电影《大饭店》（Grand Hotel ）中，主演葛丽泰·嘉宝(Greta Garbo)，约翰·巴里摩尔（John Barrymore），琼·克劳馥（Joan Crawford）在柏林一家酒吧点了一份苦艾酒。

- 1994年电影《夜访吸血鬼》（Interview with the Vampire: The Vampire Chronicles）中，吸血鬼Chronicles提到了苦艾酒两次。第一次Louis在变成吸血鬼之前被人看见正在酒吧喝苦艾酒；第二次是Claudia骗Lestat喝了两个死人的血。当Lestat意识到不对劲后，他问Claudia她有否给那些男孩服用苦艾酒，Claudia回答道她给了他们鸦片酊，杀了他们又不至于使他们的血冷下来。[18]

- 1995年的电影《全蝕狂愛》（Total Eclipse）以一个酒保为David Thewlis饰演的保罗·魏尔伦备苦艾酒拉开序幕。

- 2001年的电影《红磨坊》(Moulin Rouge!)包含一个场景，突出描写了苦艾酒和“绿精灵”的形象——喝了苦艾酒后出现的幻觉，电影中由流行天后凯莉·米洛（Kylie Minogue）饰演，奥齐·奥斯本（Ozzy Osbourne，重金属摇滚乐队黑色安息日主唱）配音。

- 1992年电影《吸血鬼之惊情四百年》中，苦艾酒作为Dracula伯爵诱惑Mina Harker的关键手段。这一幕以台词“苦艾酒是灵魂的春药，苦艾酒中的精灵渴望你的灵魂，但是和我在一起你是安全的”开始。

- 2001年电影《来自地狱》（From Hell）是一个关于开膛手杰克的故事。強尼·戴普扮演的Frederick Abberline对苦艾酒和鸦片酊上瘾。

- 2004年的电影《欧洲性旅行》（EuroTrip）中，角色Scott，Cooper,和Jamie在一家俱乐部喝了苦艾酒。电影中，酒液被描绘为泛着绿色电光，并是的这些角色产生了幻觉，其中一人看见了Steve Hytner扮演的绿色精灵。

- 2007年电影《血腥巧克力》（Blood & Chocolate）中，Gabriel和其他几个狼人在罗马尼亚受欢迎的酒吧以波西米亚式饮用法品尝苦艾酒。

- 2009年的电影《道林·格雷》（Dorian Gray）中，Dorian画完他的画像后，一杯苦艾酒勺，一把放着方糖的苦艾酒匙放在桌子上。

- 2010年的电影《带他去希腊》（Get Him to the Greek）中一个场景，主角Aaron Green喝20世纪的苦艾酒喝高了。

- 2010年瑞士，德国合拍的电影《牧人的性玩偶》（Sennentuntschi），三个农民喝了苦艾酒后想象一个稻草做的性玩偶（阿尔卑斯地区传统）变活了。

## 电视
虽然不如其在电影，文学和艺术领域影响深远，苦艾酒同样出现在许多电视节目中。
- 精致生活频道的旗舰节目，纪实电视节目《畅饮天下》（The Thirsty Traveler），于在2004年制作了一集苦艾酒专题。主持人探访了不同国家的多个酒厂，观察的苦艾酒的生产过程，以及当代苦艾酒的风味[19]。

- CBS的电视剧在犯罪现场调查：紐約（C.S.I.: N.Y.）《埋骨》（Some Buried Bones）一集中，受害者交还了他的苦艾酒匙作为离开哈得逊大学的秘密社团仪式的一部分。这把勺子随后与受害人一起杯发现[20]。

- 苦艾酒在HBO的有线电视剧《奇幻嘉年华》中也扮演了突出的作用。剧中神秘的盲教授罗兹（由Patrick Bauchau饰演）经常饮用苦艾酒[21]。

- 电视剧《挑战者》（Highlander）系列剧集《For Evil's Sake》中，邪恶的不朽Christoph Kuyler就是沉迷于苦艾酒。

- 在Anthony Bourdain2005年的真人秀节目《美味情缘》，他在访问法国的一集《为什么法国人没搞砸》中，对苦艾酒蒸馏进行了探讨，并且他还喝了一些“真正的”陈年苦艾酒[22]。

- 在英国长寿剧集《加冕街》（Coronation Street）某一集中，Betty Williams开始饮用苦艾酒。这一情节也被其竞争对手英国肥皂剧《Emmerdale》效仿。

- 英国喜剧《布莱克书店》（Black Books）"The Big Lockout"一集中，角色Manny发现自己被锁在他的店里没有水喝时，他喝下整整一瓶苦艾酒。在这一集中，他变得十分疯狂，但最终从醉酒中醒来。角色Bernard说，“这鬼东西让你想要立即杀死自己。”[23]

- IT狂人（The IT Crowd）第二季第四集中，哥特式角色Richmond在一次宴会上说，他只想喝苦艾酒。当被告知没有后，他说，嘉士伯也成。

- 在绯闻女孩（Gossip Girl）第四季第11集，Serena van der Woodsen喝了苦艾酒。

- GSN的剧集《深夜谜谎》（Late Night Liars）一集中，主持人Larry Miller向Weasel推荐苦艾酒，描述了其非法性和传说中的致幻效果。轻轻一抿，Weasel就大叫道：他的领结试图“掐死”他。

- 真人秀节目《极速前进》（The Amazing Race）第15季第11集中一个速度撞击任务里，Brian和Ericka必须喝完一小杯苦艾酒，才能得到他们任务的下一个提示。

- 在英国的喜剧《底层》“Dough”一集中，Eddie想要找点喝的，并问Richie想喝什么。Richie实在无法决定喝什么，因此说想要1品脱苦艾酒

- 《完美鸡尾酒》的《我如何认识你的母亲Lily》一集中， Robin说她喝了苦艾酒后感觉自己浮了起来。

- 东区人（EastEnders）2012年5月4播出的一集中，Derek收到好几箱苦艾酒，然后他雇佣Tyler Moon和Billy Mitchell在阿尔伯特广场周围散发。这一集后半段中，和她的家人争吵后，Lauren从她的包里拿出了一瓶她之前购买的苦艾酒，展示给她的朋友Whitney和Lucy，并打开，结束了这一集。

## 其他
- 华盛顿特区的Don and Mike Show有一年两次的传统——一边喝着苦艾酒，一边做一个完整的四个小时的节目，包括观众的参与，访谈和新闻段插播。

- 在视觉小说海猫鸣泣之时（Umineko no Naku Koro ni）中，苦艾酒是Kinzo的首选饮料，Kinzo暗示苦艾酒非法的致幻性可以是他疯狂。

## 相关页面
苦艾酒